# Spring Break...Checkin' Out
| Đánh giá chuyên môn | Đánh giá chuyên môn |
| Nguồn đánh giá      | Nguồn đánh giá      |
| Nguồn               | Đánh giá            |
| ------------------- | ------------------- |
| Allmusic            | [ 1 ]               |
| Country Weekly      | C+                  |

Spring Break...Checkin' Out là đĩa mở rộng thứ bảy của nam ca sĩ nhạc đồng quê người Mĩ Luke Bryan. EP được phát hành vào ngày 10 tháng 3 năm 2015 thông qua Capitol Records Nashville. Đây là EP cuối cùng trong loạt EP Spring Break của nam ca sĩ. EP được phát hành thành hai phiên bản: phiên bản thứ nhất sẽ là phiên bản đầy đủ với 5 bài hát mới được bổ sung thêm ("My Ol' Bronco", "Games", "Spring Breakdown", "Checkin' Out", "You and the Beach") cộng với 6 bài hát của EP trước đó, Spring Break 6...Like We Ain't Ever. Phiên bản thứ hai chỉ bao gồm 5 bài hát mới.
Hai bài hát trong EP là "Games" và "Spring Breakdown" đã được phát hành thành các đĩa đơn quảng bá cho EP. Tính đến tháng 3 năm 2015, doanh số của hai đĩa đơn tại thị trường Mỹ lần lượt là 54.000 bản và 31.000 bản.

## Diễn biến thương mại
Các nhà phân tích âm nhạc dự báo album sẽ ra mắt tại vị trí #3 trên bảng xếp hạng US Billboard 200, với doanh số ít nhất đạt 100.000 bản tính đến hết ngày 15 tháng 3 năm 2015. Với 106.000 bản bán ra trong tuần đầu phát hành, Spring Break...Checkin' Out ra mắt đúng tại vị trí #3 trên bảng xếp hạng US Billboard 200 và tại vị trí quán quân bảng xếp hạng US Top Country Albums, trở thành album thứ năm của Bryan đạt vị trí quán quân bảng xếp hạng Top Country.

## Danh sách và thứ tự các bài hát
| Spring Break…Checkin' Out (phiên bản đầy đủ) | Spring Break…Checkin' Out (phiên bản đầy đủ) | Spring Break…Checkin' Out (phiên bản đầy đủ)     | Spring Break…Checkin' Out (phiên bản đầy đủ) |
| STT                                          | Nhan đề                                      | Sáng tác                                         | Thời lượng                                   |
| -------------------------------------------- | -------------------------------------------- | ------------------------------------------------ | -------------------------------------------- |
| 1.                                           | "My Ol' Bronco"                              | Luke Bryan, Jeff Stevens, Jody Stevens           | 3:13                                         |
| 2.                                           | "Games"                                      | Bryan, Ashley Gorley                             | 2:56                                         |
| 3.                                           | "She Get Me High"                            | Bryan, Jeff Stevens, Jody Stevens                | 3:37                                         |
| 4.                                           | "Spring Breakdown"                           | Bryan, Gorley, Zach Crowell                      | 3:46                                         |
| 5.                                           | "Good Lookin' Girl"                          | Bryan, Michael Carter, Jim McCormick             | 3:43                                         |
| 6.                                           | "Checkin' Out"                               | Bryan, Dallas Davidson, Rhett Akins, Ben Hayslip | 3:31                                         |
| 7.                                           | "You and the Beach"                          | Bryan, Davidson, Akins, Hayslip                  | 3:18                                         |
| 8.                                           | "Night One"                                  | Bryan, Akins, Gorley, Hayslip                    | 3:54                                         |
| 9.                                           | "Like We Ain't Ever"                         | Bryan, Jay Clementi, Jason Matthews              | 3:18                                         |
| 10.                                          | "The Sand I Brought to the Beach"            | Bryan, Carter, Cole Swindell                     | 3:26                                         |
| 11.                                          | "Are You Leaving with Him"                   | Bryan, Jeff Stevens, Jody Stevens                | 3:24                                         |
| Tổng thời lượng:                             | Tổng thời lượng:                             | Tổng thời lượng:                                 | 38:06                                        |

| Spring Break…Checkin' Out (phiên bản 5 bài hát) | Spring Break…Checkin' Out (phiên bản 5 bài hát) | Spring Break…Checkin' Out (phiên bản 5 bài hát) | Spring Break…Checkin' Out (phiên bản 5 bài hát) |
| STT                                             | Nhan đề                                         | Sáng tác                                        | Thời lượng                                      |
| ----------------------------------------------- | ----------------------------------------------- | ----------------------------------------------- | ----------------------------------------------- |
| 1.                                              | "My Ol' Bronco"                                 | Bryan, Jeff Stevens, Jody Stevens               | 3:13                                            |
| 2.                                              | "Games"                                         | Bryan, Gorley                                   | 2:56                                            |
| 3.                                              | "You and the Beach"                             | Bryan, Davidson, Akins, Hayslip                 | 3:18                                            |
| 4.                                              | "Checkin' Out"                                  | Bryan, Davidson, Akins, Hayslip                 | 3:31                                            |
| 5.                                              | "Spring Breakdown"                              | Bryan, Gorley, Crowell                          | 3:46                                            |
| Tổng thời lượng:                                | Tổng thời lượng:                                | Tổng thời lượng:                                | 16:44                                           |

## Xếp hạng

### Xếp hạng tuần
| Bảng xếp hạng (2015)                                 | Vị trí cao nhất |
| ---------------------------------------------------- | --------------- |
| Album Úc (ARIA)                                      | 16              |
| Album Canada (Billboard)                             | 2               |
| Album Hoa Kỳ Billboard 200                           | 3               |
| Album Hoa Kỳ Digital (Billboard)                     | 3               |
| Album Hoa Kỳ Top Country (Billboard)                 | 1               |
| Đã nhập bảng xếp hạng không hợp lệ BillboardSales\|3 |                 |